# Josée Destoop
Josée Destoop est une actrice française. Elle est la sœur de Jacques Destoop.

## Filmographie

### Cinéma
- 1968 : Bérénice de Pierre-Alain Jolivet : Phénice
- 1969 : L'Amour fou de Jacques Rivette : Marta-Hermione
- 1973 : Le Retour d'Afrique d'Alain Tanner : Françoise Silvestre
- 1974 : Les Jours gris d'Iradj Azimi : la jeune femme
- 1975 : L'Homme du fleuve de Jean-Pierre Prévost : Mona

### Télévision
- 1970 : Une fatigue passagère : Anne
- 1972 : Raboliot de Jean-Marie Coldefy
- 1972 : Pouchkine de Jean-Paul Roux